# Lonari
Lonari ist eine Subkaste im westindischen Bundesstaat Maharashtra. Hauptberufe dieser Gruppe waren traditionell die Herstellung von Holzkohle, Salz oder Kalk. Heute betreiben sie überwiegend Landwirtschaft. Es wird angenommen, dass sich die Gruppe aus der Kriegerkaste Maratha in Maharashtra entwickelt hat.